# Azumi
Azumi (あずみ) est un manga de type seinen créé par Yū Koyama. 
Il a été pré-publié dans le bimensuel Big Comic Superior puis édité par Shōgakukan en quarante-huit tomes du 30 janvier 1995 au 27 février 2009. Ce manga a connu deux adaptations cinématographiques : Azumi, réalisé par Ryuhei Kitamura et sorti en 2003, ainsi que Azumi 2: Death or Love. Il a reçu au Japon le Prix d'Excellence au Japan Media Arts Festival de 1997 et le Prix Shōgakukan, catégorie manga général, l'année suivante. 

## Synopsis
Azumi présente une épopée unique à travers le Japon encore médiéval de l'époque Edo, où l'on suit les aventures de la jeune Azumi, assassin hors pair, qui va devoir survivre dans un monde parfois sans morale et sous les coups de luttes incessantes pour le plaisir (bandits), le pouvoir (shoguns et daïmios) et la renommée (samouraïs).

## Personnages principaux
- Azumi. C'est l'héroïne du manga. Elle est orpheline et serait à moitié d'origine étrangère. On estime son âge entre 12 et 15 ans. Elle s'entraîne au combat depuis son plus jeune âge parmi une bande de garçons et son maître, Jiji. Elle est positive et forte physiquement ainsi que très saine d'esprit. Ses côtés prudes, crédules, enfantins et ignorants en font un personnage attachant. Bien qu'étant une belle jeune femme, elle se voit confier des missions qui vont l'obliger à mener une existence faite de combats sanglants. Elle a pour arme le katana et possède une grande souplesse et de l'agilité, ce qui lui permet d'esquiver les coups ou de fuir ses ennemis très facilement.

- Jiji. Il est le maître d'Azumi et de sa bande. C'est un vieil homme aux allures froides voire cruelles qui entraîne des orphelins au combat. C'est un maître d'armes et du combat en général. Il est rallié à la cause de Tokugawa Ieyasu via Tenkai.

## Adaptations
- Azumi, film de 2003.
- Azumi 2: Death or Love, film live de 2005.